# Thysanoprymna palmeri
Thysanoprymna palmeri là một loài bướm đêm thuộc phân họ Arctiinae, họ Erebidae.